# Camponotus sanctus
Camponotus sanctus (лат.) — вид муравьёв рода кампонотусов (Camponotus) (подрод Tanaemyrmex) из подсемейства формицины (Formicinae).

## Распространение
Афганистан, Болгария, Греция, Израиль, Иран, Кипр, Ливан, Сирия, Турция.

## Описание
Тело желтовато-бурое (голова и брюшко темнее). Щеки и нижняя часть головы без отстоящих волосков. Грудь выпуклая. Проподеум округлый. Вид был впервые описан в 1904 году швейцарским мирмекологом Огюстом Форелем.